# Arratzua-Ubarrundia
Arratzua-Ubarrundia är en kommun i Spanien. Den ligger Álavaprovinsen i södra delen av den autonoma regionen Baskien i norra delen av landet, 290 km norr om huvudstaden Madrid. Antalet invånare är 1 047 (2024). Arean är 57,53 kvadratkilometer. Arratzua-Ubarrundia gränsar till Vitoria-Gasteiz, Zigoitia, Legutio, Burgelu / Elburgo och Leintz-Gatzaga. 